# Revelations
Revelations peti je studijski album poljskog thrash/death metal-sastava Vader objavljen 3. lipnja 2002. godine. Posljednji je album s bubnjarom Krzysztofom Raczkowskim i jedini s basistom Konradom Karchutom.
Kao gost na pjesmi "Whisper" pjeva Adam "Nergal" Darski, pjevač sastava Behemoth. Za pjesmu "Epitaph" snimljen je i spot.

## Popis pjesama
Tekstovi: Łukasz Szurmiński, osim gdje je navedeno drugačije, glazba: Piotr "Peter" Wiwczarek.
| 1.    | »Epitaph (For Humanity)«    |              | 3:44 |
| 2.    | »The Nomad«                 | Paweł Frelik | 3:51 |
| 3.    | »Wolftribe«                 |              | 2:25 |
| 4.    | »Whisper«                   |              | 3:27 |
| 5.    | »When Darkness Calls«       |              | 5:17 |
| 6.    | »Torch of War«              |              | 2:46 |
| 7.    | »The Code«                  |              | 2:25 |
| 8.    | »Lukewarm Race«             | Paweł Frelik | 2:27 |
| 9.    | »Revelation of Black Moses« | Paweł Frelik | 7:06 |
| 33:28 |                             |              |      |

| Bonus pjesma na europskom izdanju | Bonus pjesma na europskom izdanju | Bonus pjesma na europskom izdanju | Bonus pjesma na europskom izdanju | Bonus pjesma na europskom izdanju | Bonus pjesma na europskom izdanju | Bonus pjesma na europskom izdanju | Bonus pjesma na europskom izdanju | Bonus pjesma na europskom izdanju | Bonus pjesma na europskom izdanju |
| Br.                               | Skladba                           | Tekstopisac                       | Trajanje                          |                                   |                                   |                                   |                                   |                                   |                                   |
| --------------------------------- | --------------------------------- | --------------------------------- | --------------------------------- | --------------------------------- | --------------------------------- | --------------------------------- | --------------------------------- | --------------------------------- | --------------------------------- |
| 6.                                | »Son of Fire«                     | Piotr Wiwczarek                   | 2:09                              |                                   |                                   |                                   |                                   |                                   |                                   |
| 35:37                             |                                   |                                   |                                   |                                   |                                   |                                   |                                   |                                   |                                   |

## Zasluge
| Vader - Peter - vokali, gitara, produkcija - Mauser - gitara - Saimon - bas-gitara - Doc - bubnjevi Dodatni glazbenici - Nergal - prateći vokali (na pjesmi "Whisper") - Ureck – klavijature (na pjesme 6., 9.) | Ostalo osoblje - Piotr Łukaszewski - inženjer zvuka - Bartłomiej Kuźniak - mastering - Jacek Wiśniewski - naslovnica albuma, dizajn - Massive Management - fotografije |